# José Cavalcanti
José Cavalcanti de Alburquerque y Padierna (1871-1937) fue un militar español.

## Biografía

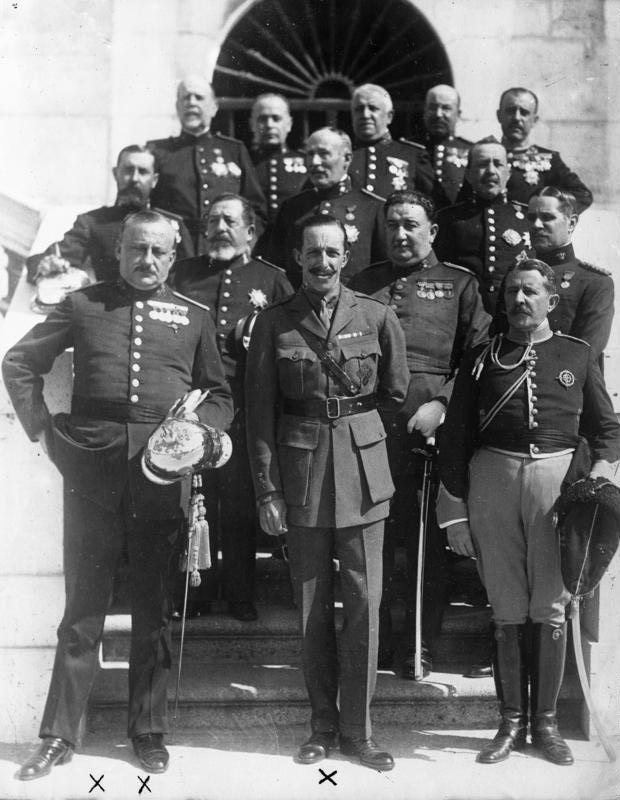
Fotografía de 1923: en primera fila: Primo de Rivera, Alfonso XIII y Cavalcanti

Nacido en San José de las Lajas el 1 de diciembre de 1871.
Hijo de Francisco Cavalcanti de Alburquerque y de Elisa Inés Padierna-Villapadierna López.
A los 38 años se hizo célebre por la carga de Taxdirt contra 1500 rifeños el 20 de septiembre de 1909, recibiendo por ello la Cruz Laureada de San Fernando al año siguiente.

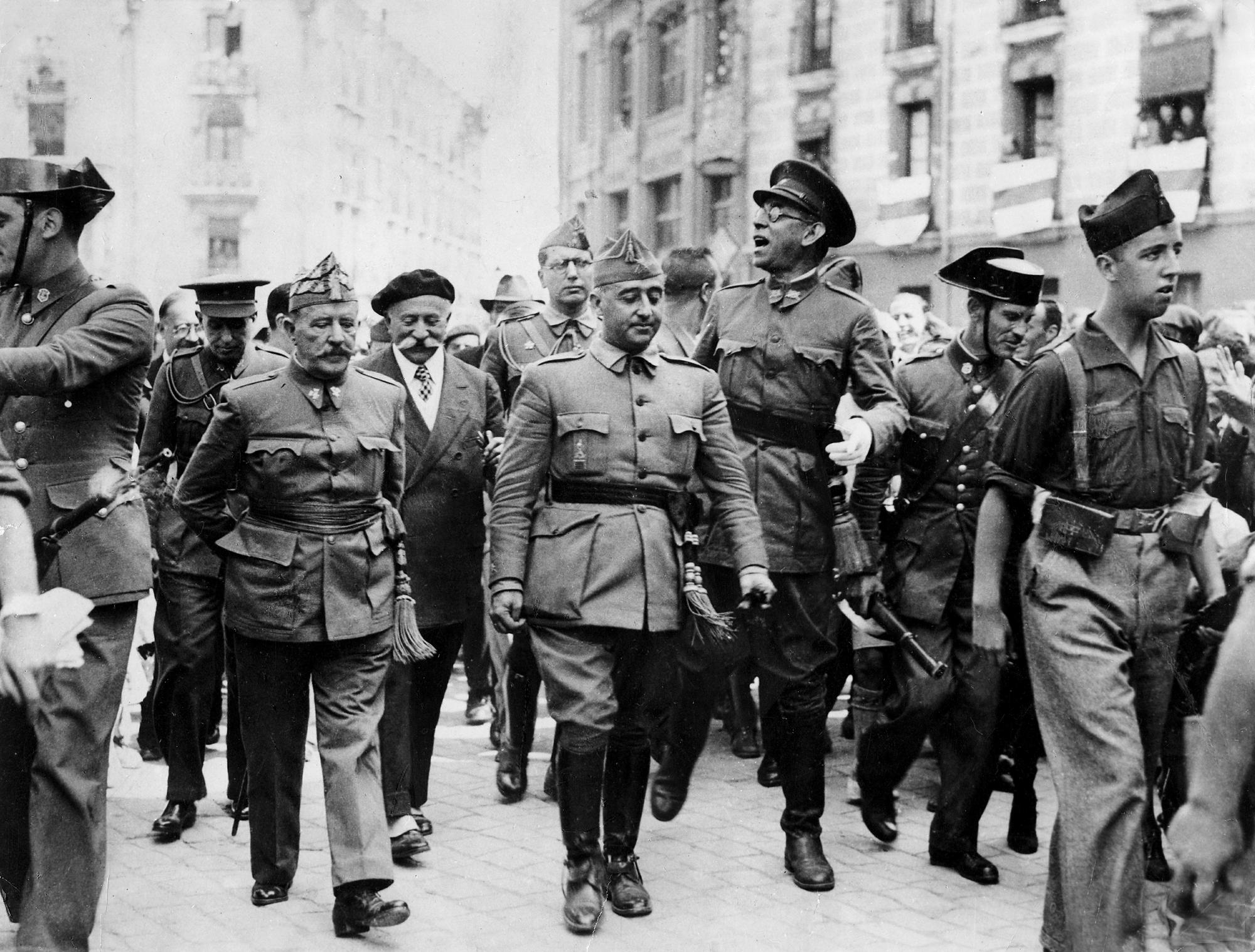
El general Cavalcanti en Burgos en agosto de 1936 acompañando al general Franco y al general Mola.

En 1910 contrajo matrimonio con Blanca Quiroga, hija de Emilia Pardo Bazán. Sustituyó en 1915 como diputado al fallecido Pedro de Miranda Cárcer, que había sido elegido por el distrito de Betanzos en las elecciones de marzo de 1914.
Nombrado comandante general de Melilla en 1921, fue destituido y reemplazado por el General Sanjurjo.
Fue uno de los generales africanistas que apoyaron el golpe de Estado de Primo de Rivera en septiembre de 1923.
Entre 1930 y 1931 ejerció de capitán general de la 2.ª Región Militar, con cabecera en Sevilla. Cavalcanti, que propuso sin éxito a Alfonso XIII el uso de la fuerza contra la declaración de la Segunda República en 1931, se unió también en 1932 a la conspiración de la Sanjurjada. Fue juzgado y condenado en noviembre de 1932.
Falleció en San Sebastián el 3 de abril de 1937 durante la Guerra Civil.
Una base del Ejército de Tierra situada en Pozuelo de Alarcón (Madrid) lleva su nombre.

## Reconocimientos
- Gran Cruz de la Real y Militar Orden de San Fernando (20/11/1910)
- Gran Cruz de la Orden del Mérito Militar (03/07/1919)[16]
- Gran Cruz de la Real y Militar Orden de San Hermenegildo (12/07/1928)[17]